# Koibla Djimasta
Koibla Djimasta (31. december 1949 – 30. januar 2007) var regeringschef i Tchad i perioden 8. april 1995 – 17. maj 1997. Fra 1997 til 2007 var han Tchads ombudsmand.